# El Valle de Antón
El Valle è un comune (corregimiento) della Repubblica di Panama situato nel distretto di Antón, provincia di Coclé. Si estende su una superficie di 34,8 km² e conta una popolazione di 7.602 abitanti (censimento 2010).
L'abitato si trova nell'ampia caldera piatta, del diametro di 6 km,  del vulcano inattivo El Valle (ci sono prove che eruttò fino a circa 300.000 anni fa). A causa dell'altitudine (600 m S.l.m.), il clima è mediamente più fresco rispetto alle pianure panamensi. Fra le attrazioni naturali nei pressi di El Valle si ricordano la cascata Chorro El Macho e la cascata di Las Mozas. L'area circostante la cittadina è nota anche per essere uno degli ultimi habitat della rana dorata panamense, in pericolo di estinzione. Alcune foreste intorno alla città sono aree protette.